# 刘接
刘接（？—？），汉朝宗室，广阳王刘嘉的儿子。
更始二年（24年）正月，刘秀因为王郎新起势力强盛，北上巡行蓟县。王郎发布檄文以十万户的封邑悬赏捉拿刘秀，刘接在蓟县境内起兵响应王郎。